# Allium ulleungense
Allium ulleungense (часник Улиндо) — вид трав'янистих рослин родини амарилісові (Amaryllidaceae), ендемік Кореї. Епітет заснований на назві місця, острів Улиндо, де було виявлено вид. Він чітко відрізняється від його близьких родичів, A. microdictyon та A. ochotense, його широким листям та більшою білястою оцвітиною та за його диплоїдним числом хромосом 2n = 2x = 16.

## Опис
Гермафродитна трава. Кореневища ущільнені, довжиною 5–15 мм. Цибулини одиночні або скупчені, циліндрично конічні, діаметром 11.5–20 мм; оболонка волокниста, сітчаста, коричнева. Стеблина вигнута дистально перед цвітінням, суцільна в перерізі, 40–86 см × 2.2–6.1 мм. Листків 2 або 3, завдовжки 17–32 см, блідозелені, пластина висхідна, від еліптичної до овальної, плоска, 19.5–30 × 6.2–15 см, основа псевдо-черешкова, верхівка від тупої до субокруглої. Суцвіття кулясте, зонтисте, 26.5–54 × 31–51 мм, 26–110-квіткове, без цибулинок. Квіти двостатеві; оцвітина дзвінчаста, біла; внутрішні листочки оцвітини довші від зовнішніх, еліптичні, верхівка тупа, 6.0–8.5 × 3–3.7 мм; зовнішні листочки оцвітини довгасті, верхівка тупа, 5.7–7.2 × 1.6–1.8 мм. Пиляки від еліпсоїдних до довгастих, жовтуваті, 2.3–2.6 мм завдовжки. Зав'язь зелена або іноді з червонуватим відтінком. Коробочка серцеподібна, трикутна, 6–6.5 × 6.5–7.5 мм. Насіння круглясте або майже так, 2.6–4.1 × 2.5–3.5 мм, чорне. 2n = 2х = 16, диплоїдна. Цвіте з кінця травня до середини червня.

## Поширення
Ендемік Кореї — острів Улиндо.
Рідкісна в природному середовищі проживання, але широко культивована в Кореї як їстівна рослина.